# 일리야 버치바로프
일리야 버치바로프(불가리아어: Илия Бъчваров, 1943년 10월 10일 ~ )는 불가리아의 아이스하키 선수로 포지션은 라이트윙이다. 불가리아 국가대표팀의 일원으로 1976년 동계 올림픽에 참가하였다. 현역 은퇴 후에는 불가리아 국가대표팀의 감독을 지냈으며, 1983년 세계 선수권 대회에 참가한 대표팀을 이끌었다.
동생인 마린도 아이스하키 선수로 1976년 동계 올림픽에 참가하였다.